# Ivar Kylberg
Ivar Victor Kylberg, född 7 mars 1833 på Såtenäs i Tuns socken, död 19 maj 1911 i Skara, var en svensk jordbrukare.
Ivar Kylberg var son till Lars Wilhelm Kylberg. Efter att ha genomgått Vänersborgs realskola studerade han kemi vid Chalmersska slöjdskolan i Göteborg samt lantbruk i Tyskland och Frankrike. Vid faderns död övertog han familjegodset Såtenäs, som han brukade till 1894 och upparbetade till en vida känd mönstergård. Kylberg gjorde betydande insatser inom jordbrukets utveckling, bland annat var han 1864–1894 föreståndare för den av Skaraborgs läns hushållningssällskap på Såtenäs inrättade lantbruksskolan, och 1865–1895 tillhörde han som aktiv ledamot sällskapets beredningsutskott. Efter att ha sålt Såtenäs ägde han några år Lövås utanför Borås och bodde en tid i Stockholm innan han 1902 flyttade till Skara, kallad av Skaraborgs läns hushållningssällskap för att handha premieringen av smålantbruk i Skaraborgs län. Kylberg blev 1890 ledamot av Lantbruksakademien och 1896 hedersledamot i Skaraborgs läns hushållningssällskap.